# Jim Davis (színművész)
Jim Davis született: Marlin Davis, (Edgerton, Missouri, 1909. augusztus 26. – Northridge, Kalifornia, 1981. április 26.) amerikai színész. Legismertebb szerepe Jock Ewing, a CBS népszerű Dallas című televíziós sorozatában.

## Élete
1909. augusztus 26-án született Edgertonban, az Egyesült Államok Missouri államában, eredeti neve Marlin Davis. Felesége Blanche Hammerer, akitől egy gyermeke született, Tara Diane Davis (1953–1970). Színészi karrierje előtt az Egyesült Államok partiőrségénél szolgált.

## Pályafutása

Jim Davis mint Jock Ewing a Dallas című sorozatban (1980 körül)

Első jelentősebb szerepe 1948-ban a Winter Meetingben volt Bette Davisszel. Nagyrészt B kategóriás filmekben szerepelt, és sok westernben is. 1978-ban kapta meg Jock Ewing szerepét a nagy sikerű Dallas című sorozatban. A harmadik évad idején állapítottak meg nála csontvelőrákot. 75 részben szerepelt, halála után még 15 részen keresztül „életben tartották” a sorozatban. A dvd-kiadás szerinti negyedik évadban (1980–1981) már nagybeteg volt, az utolsó két részben pedig már nem szerepelt. Az évadzáró The Gate (A kapu) című epizód bemutatását már nem érte meg. A Forest Lawn Memorial Park temetőben helyezték örök nyugalomra. Csillaga van a hollywoodi Walk of Fame-en.

## Érdekesség
Egy lánya volt, Tara Diane Davis (1953. január 15. – 1970. február 9.), aki 17 évesen autóbalesetben hunyt el.
Nagyon közel állt hozzá Victoria Principal (Pamela Barnes Ewing), akiben elhunyt lányával erős hasonlóságot vélt felfedezni. A temetési szertartást megelőzően a zsebébe helyezték lánya fényképét, Victoria Principalével együtt.
1981 áprilisában a Dallas írói úgy döntöttek, hogy halálát nem írják bele egyből a sorozat cselekményébe. Kezdetben arra gondoltak, hogy lecserélik őt egy másik színészre, de tiszteletből úgy határoztak, hogy csak Davis képes eljátszani Jock Ewing szerepét. Jockot életben tartották 1982 elejéig, amikor a történet szerint Dél-Amerikába utazott az olaj miatt, majd repülőgép-szerencsétlenségben életét vesztette.

## Filmjei
| Év   | Cím                                                 | Eredeti cím                                         | Szerep              |
| ---- | --------------------------------------------------- | --------------------------------------------------- | ------------------- |
| 1981 | Don't Look Back: The Story of Leroy 'Satchel' Paige | Don't Look Back: The Story of Leroy 'Satchel' Paige | Mr. Wilkenson       |
| 1979 | A világvége napja                                   | The Day Time Ended                                  | Grant               |
| 1978 | Dallas                                              | Dallas                                              | Jock Ewing          |
| 1978 | Ha eljő a lovas                                     | Comes a Horseman                                    | Julie Blocker       |
| 1974 | A Parallax-terv                                     | The Parallax View                                   | Sen. Hammond        |
| 1972 | Vadnyugati kalandorok                               | Bad Company                                         | Marshal             |
| 1970 | Monte Walsh: Az utolsó cowboy                       | Monte Walsh                                         | Cal Brennan         |
| 1970 | Rio Lobo                                            | Rio Lobo                                            | Riley               |
| 1967 | El Dorado                                           | El Dorado                                           | Jason munkavezetője |
| 1953 | Az elnök hölgye                                     | The President's Lady                                |                     |
| 1952 | Határtalan horizont A nagy égbolt                   | The Big Sky                                         | Streak              |

## Díjak és jelölések
- 1981 - Emmy-díj jelölés - színész drámasorozatban (Dallas)